# シェエマ県
シェエマ県(シェエマけん、英語：Sheema District)はウガンダの西部地域南部の県。
2014年の人口は21万1720人。
県都はキビンゴ。

## 地理
- 北：ブフウェジュ県
- 東：ムバララ県
- 南：ントゥンガモ県
- 南西：ミトマ県
- 西：ブシェニ県

県都キビンゴは、

アンコーレ地方の最大都市のムバララから道なりに西に約33km離れている。

## その他の都市
- カブウォーヘ（英語版）

## 歴史
2010年7月1日、ブシェニ県の東部を割いて新設された。

## 人口
- 1991年：15万3000人
- 2002年：18万200人
- 2012年：22万200人[3]
- 2014年：21万1720人